# Artie Matthews
Artie Matthews était un pianiste et compositeur américain de musique ragtime. Né en 1888 à Braidwood dans l'Illinois, il composa environ 20 morceaux, et travailla comme arrangeur pour une dizaine de pièces, avec d'autres compositeurs de ragtime tels Charles Thompson, Robert Hampton, ou encore Lucian P. Gibson. Ses compositions les plus célèbres sont la suite de rags : "Pastime Rag No.1", "Pastime Rag No.2", "Pastime Rag No.3","Pastime Rag No.4" et "Pastime Rag No.5", composés entre 1913 et 1920. Il décéda en 1958 à Cincinnati dans l'Ohio, à l'âge de 69 ans.

## Liste des compositions
1908
- Give Me, Dear, Just One More Chance [avec Ford Hayes]Pastime Rag No.1, (1913)

1912
- Twilight Dreams [ave H. Inman]
- Wise Old Moon [avec H. Inman]

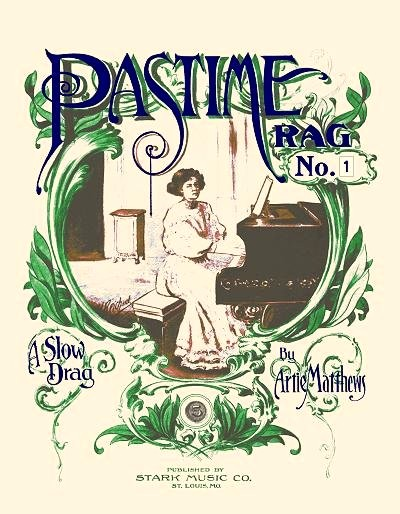
Pastime Rag No.1, (1913)

- Everybody Makes Love to Someone [avec P. Franzi]
- Waiting [avec Emma Ettienne]

1913
- Lucky Dan, My Gamblin' Man [avec Charles A. Hunter]
- When I'm Gone [avec Charles A. Hunter]
- The Princess Prance [avec Charles A. Hunter]
- Old Oak Tree by the Wayside [avec T. Hilbren Schaefer]
- Pastime Rag #1 - A Slow Drag
- Pastime Rag #2 - A Slow Drag

1915
- Weary Blues
- Weary Blues (Song) [avec Mort Greene & George Cates]

1916
- Pastime Rag #3 - A Slow Drag
- Everything He Does Just Pleases Me

1918
- Pastime Rag #5 - A Slow Drag

1920
- Pastime Rag #4 - A Slow Drag

1930
- Who Am I?

1940
- A Caress [avec Maxie Earhart Clark]